# Rajd Ziemi Białostockiej 1965
3. Rajd Ziemi Białostockiej – 3. edycja Rajdu Ziemi Białostockiej. Był to rajd samochodowy rozgrywany od 19 do 21 lutego 1965 roku. Była to pierwsza runda Rajdowych Samochodowych Mistrzostw Polski w roku 1965. Rajd składał się z następujących prób sportowych: 3 odcinków specjalnych, 1 próby zrywu i hamowania, 1 próby zwrotności, 1 próby przyśpieszenia ze startu stojącego i 1 próby przyśpieszenia ze startu lotnego. Został rozegrany na nawierzchni szutrowej. Zwycięzcą rajdu został Stanisław Dalka.

## Wyniki końcowe rajdu[1][2]
| Miejsce | Kierowca        | Pilot    | Samochód              | Czas | Strata | Grupa Klasa |
| ------- | --------------- | -------- | --------------------- | ---- | ------ | ----------- |
| 1       | Stanisław Dalka | Jan Pach | Volkswagen Käfer 1200 |      | -      | 4           |